# Jankova
Jankova – wieś w Słowenii, w gminie Vojnik. W 2018 roku liczyła 103 mieszkańców.